# Halte Aalsmeerderweg
Halte Aalsmeerderweg (telegrafische code: amw) is een voormalige halte aan de Nederlandse spoorlijn Aalsmeer - Haarlem, destijds aangelegd en geëxploiteerd door de Hollandsche Electrische-Spoorweg-Maatschappij (HESM) als onderdeel van de Haarlemmermeerspoorlijnen. De halte lag ten noordwesten van Aalsmeer in het dorp Rozenburg in de Haarlemmermeerpolder nabij de Corneliahoeve en de weg naar Rijk. Aan de spoorlijn werd de halte voorafgegaan door stopplaats Lijnbaan en gevolgd door station Sloterweg Noord. Halte Aalsmeerderweg werd geopend op 2 augustus 1912 en gesloten in 1936. Bij de stopplaats was een stationsgebouw aanwezig van het type standaardstation HESM, derde klasse. 
Vanaf dit station liep tussen 1941-1945 de Duitse lijn naar Fliegerhorst Schiphol, tegenwoordig Schiphol-Oost. Deze lijn werd speciaal in de oorlog aangelegd voor de bevoorrading van munitie en luchtafweer op Schiphol. 
Het stationsgebouw staat er tot op de dag van vandaag nog en was eigendom van de provincie Noord-Holland. Het gebouw is in 2020 verkocht nadat het eerder onbewoonbaar verklaard werd in verband met de aanwezigheid van asbest, de bestemming is nog onbekend. Het ligt aan de Aalsmeerderweg 505, tegenover de bushalte met dezelfde naam. Ook een deel van het perron is nog aanwezig. De dubbele witte wachterswoning 5A en 5B die op de foto uit 1991 te zien is, is een aantal jaren later afgebroken.

## Afbeeldingen

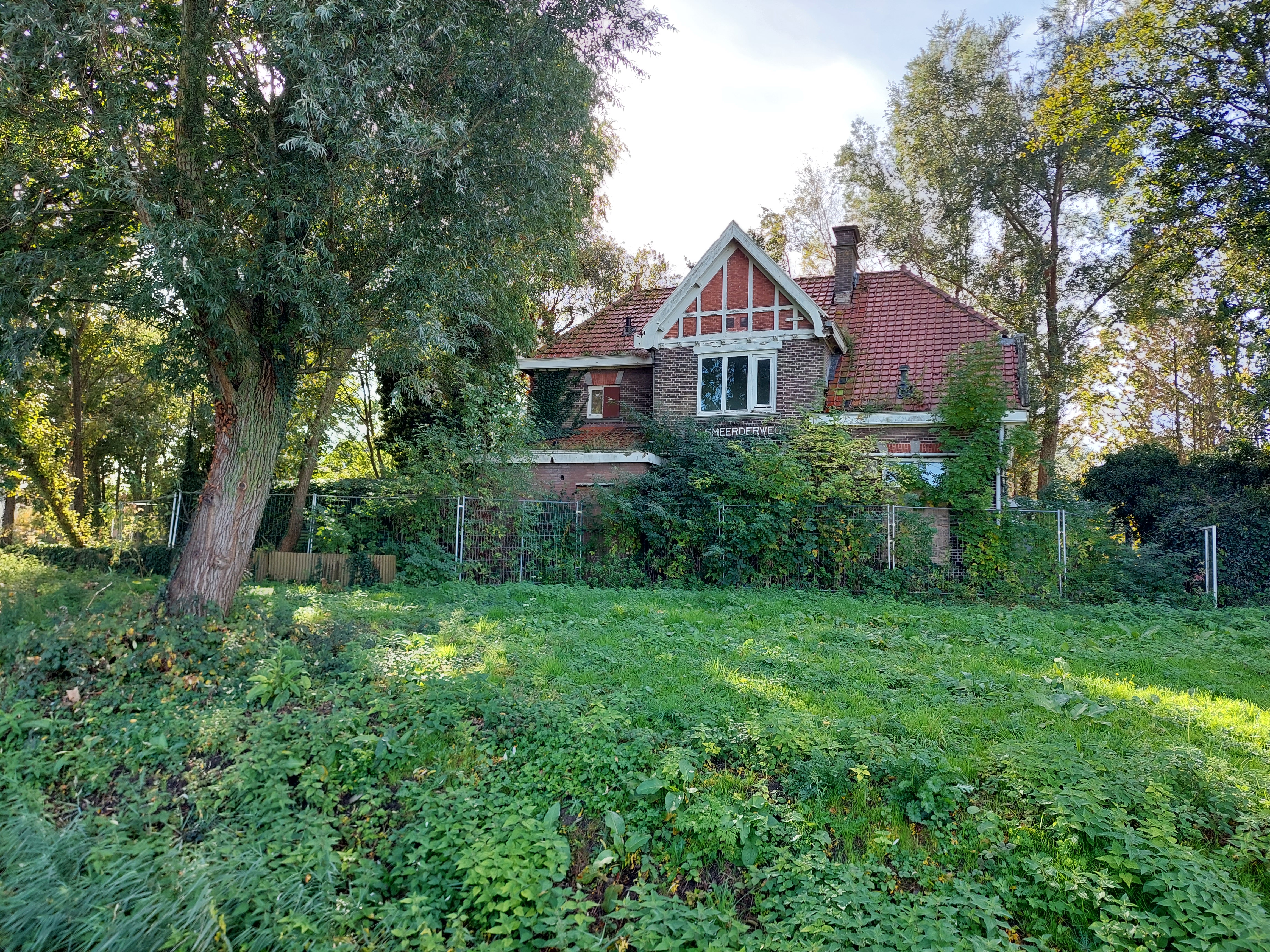
Voormalig haltegebouw in 2022
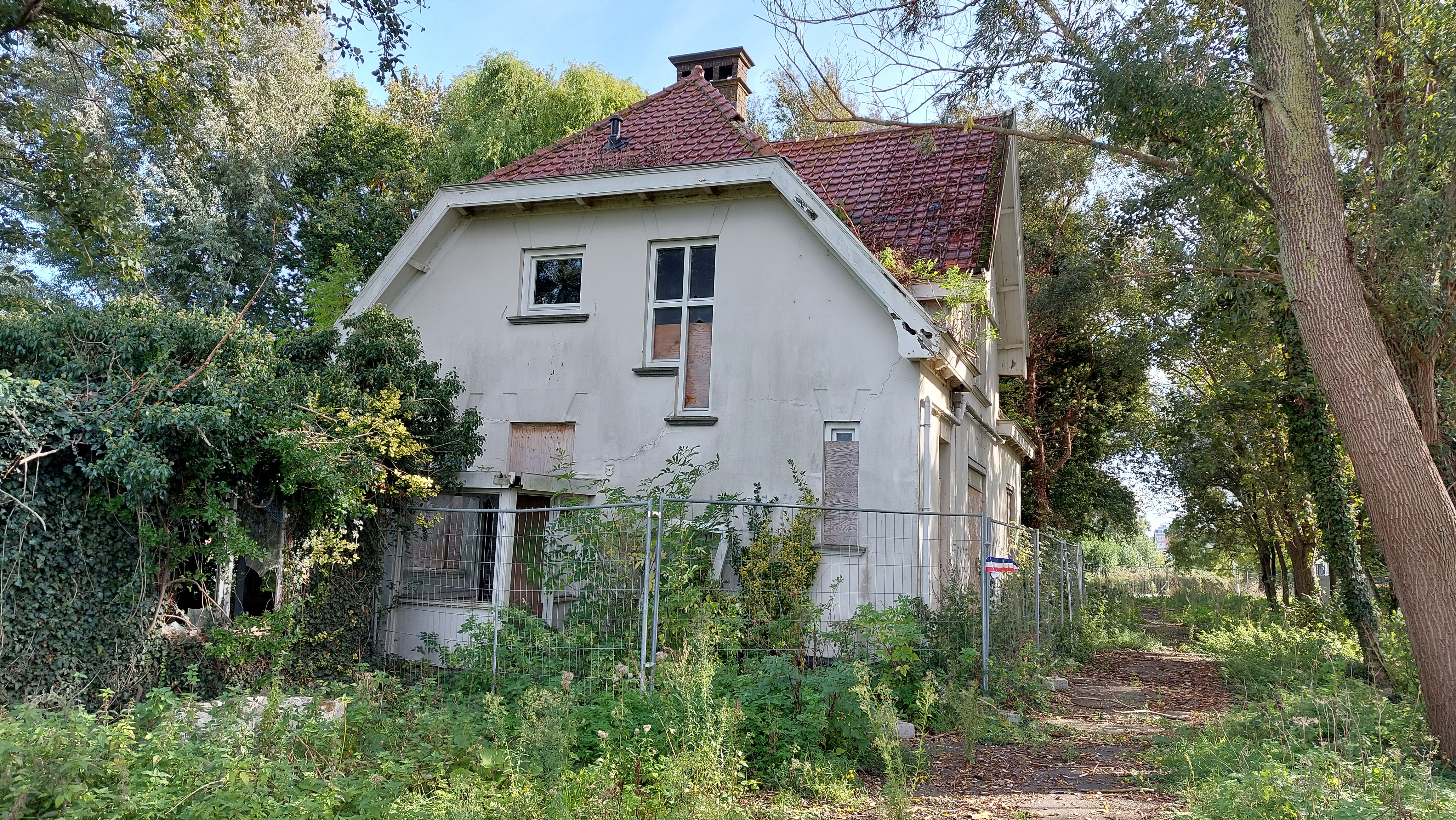
Voormalig haltegebouw in 2022
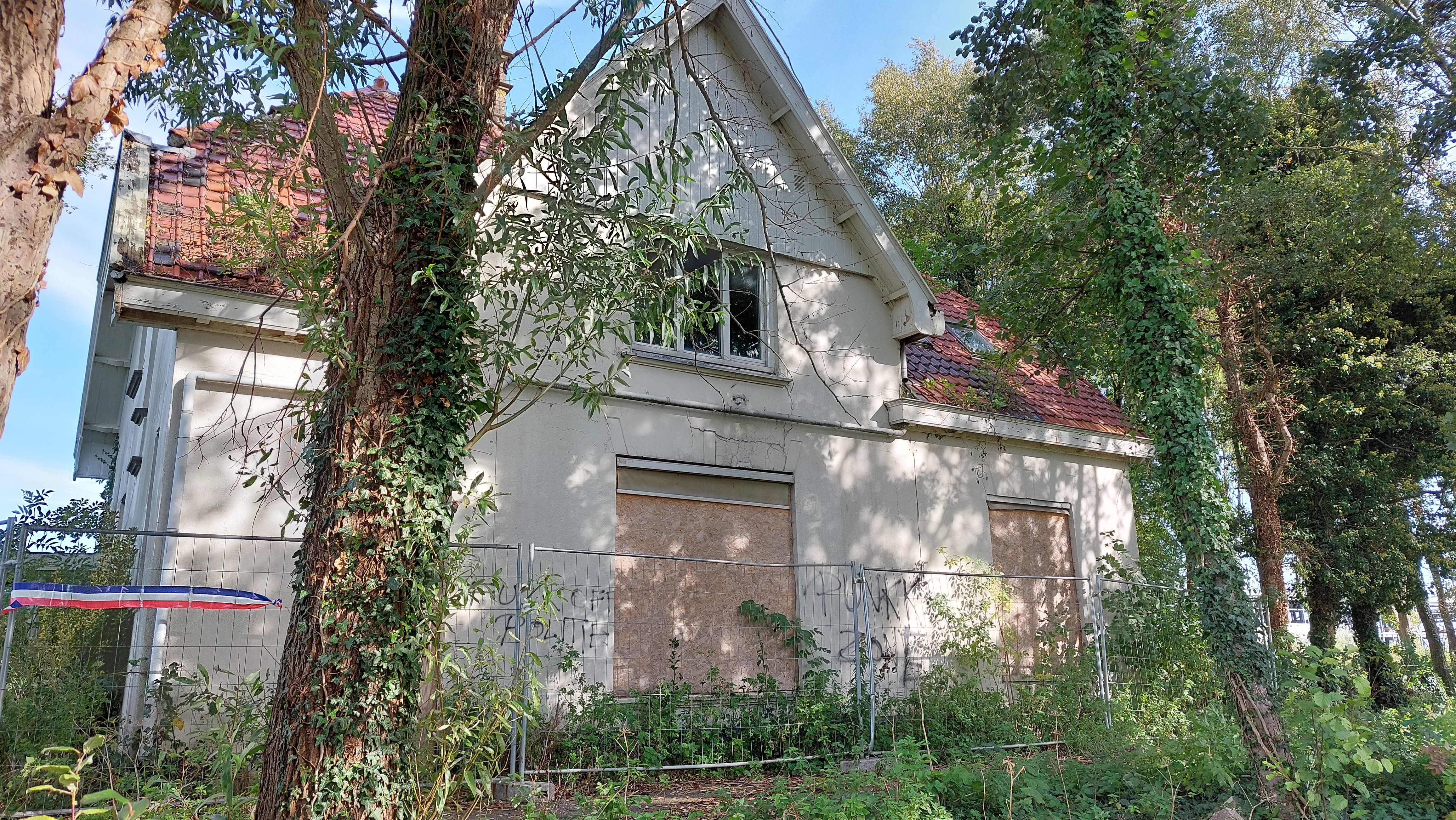
Voormalig haltegebouw in 2022